# L'Albère
L'Albère (en catalán: l'Albera) es una pequeña localidad y comuna, situada en el departamento de los Pirineos Orientales, Región de Occitania y comarca histórica del Vallespir en Francia.

## Geografía

Localización de L'Albère en la comarca del Vallespir.

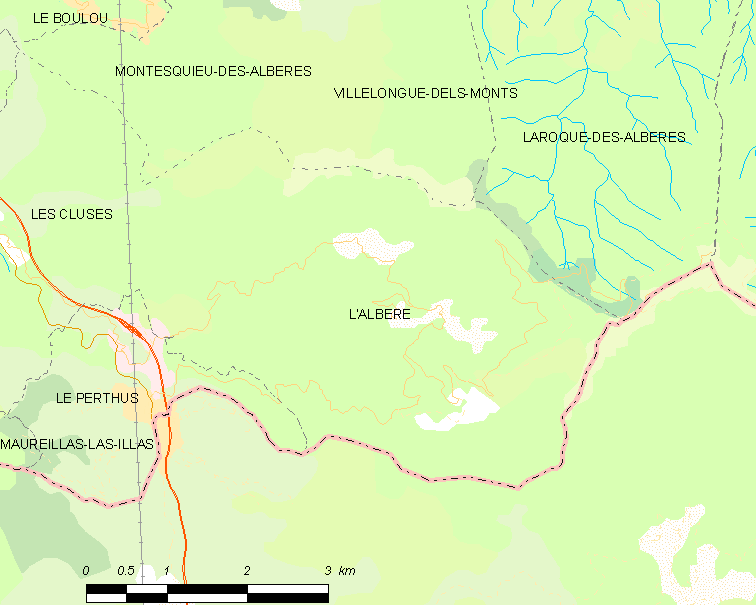
Situación de L'Albère

## Gobierno y política

### Alcaldes
| Alcalde                                                     | Período     |
| ----------------------------------------------------------- | ----------- |
| Sylvestre Vilallongue                                       | 1795 - 1801 |
| Jacques Oriol                                               | 1802-1813   |
| Joseph Reste                                                | 1813-1830   |
| Jacques Oriol                                               | 1831-1834   |
| Joseph Reste (hijo)                                         | 1835-1877   |
| Albert Oriol                                                | 1878-1884   |
| Gustave Tarres                                              | 1885-1887   |
| Auguste Vinyes                                              | 1888-1904   |
| Justin Besombes                                             | 1904-1934   |
| Antoine de Besombes-Singla                                  | 1935-1971   |
| Pierre de Besombes-Singla                                   | 1971-2013   |
| Marc de Besombes-Singla (hijo de Pierre de Besombes Singla) | 2013 -      |

## Demografía
| 60 | 61 | 62 | 50 | 54 | 69 |
| Para los censos de 1962 a 1999 la población legal corresponde a la población sin duplicidades (Fuente: INSEE [Consultar]) |    |    |    |    |    |

## Lugares de interés
- El dolmen Balma de Na Cristiana ;
- La iglesia de San Juan de L'Albère ;
- La iglesia de San Martín de L'Albère ;
- La capilla de San Cristóbal (ruinas) ;
- La torre San Cristóbal (ruinas).

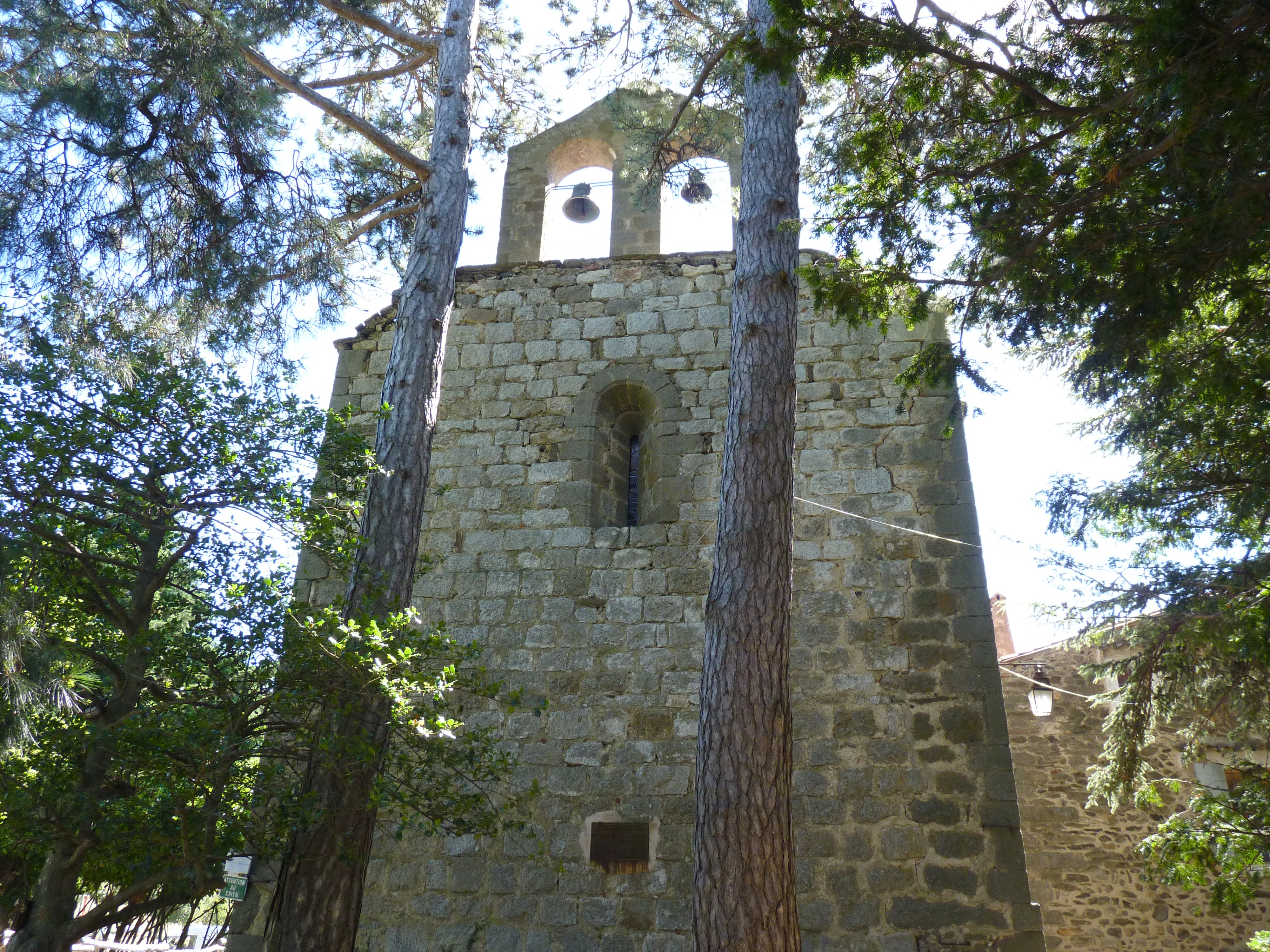
La iglesia de San Martín
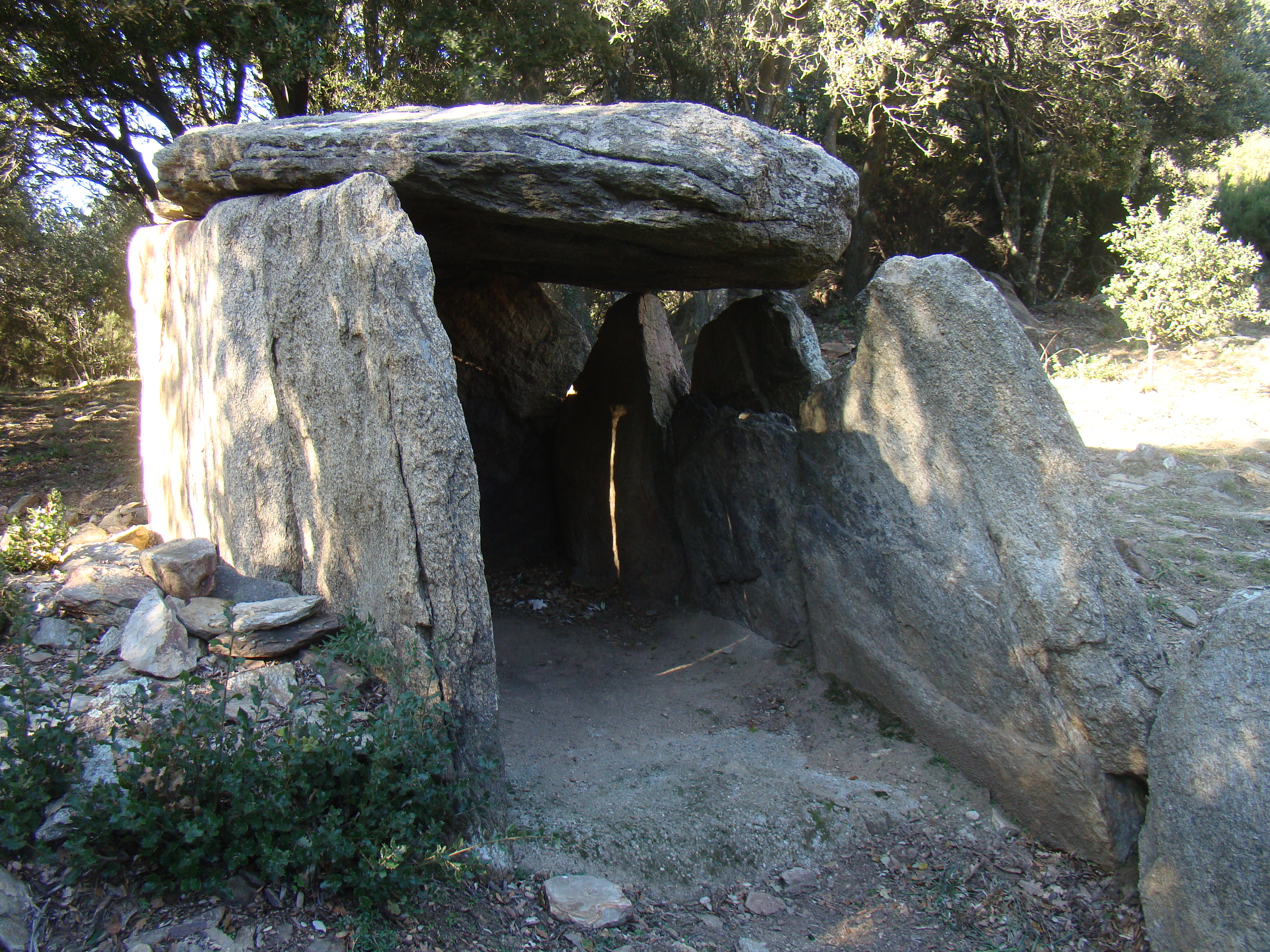
El dolmen